# Кудова-Здруй
Кудо́ва-Здру́й (пол. Kudowa-Zdrój [kuˈdɔva ˈzdrui̯], сил. Kudowa-Zdrůj, чеш. (Lázně) Chudoba, нем. Bad Kudowa, сил.-нем. Cudoba) — город в Польше, входит в Нижнесилезское воеводство (область), Клодзский повят (район). Имеет статус городской гмины. Занимает площадь 33,99 км². Население — 10 274 человек (на 2004 год).

## История
Известный курорт, в XIX веке привлекал сюда российских подданных. Неподалёку от Кудовы, в Щавно-Здруй в июле 1847 В. Г. Белинский написал своё знаменитое «Письмо к Гоголю». В окрестностях Кудовы, в селе Чермна, находится необычная церквушка, стены которой выложены из настоящих человеческих черепов (Часовня черепов).

## Галерея

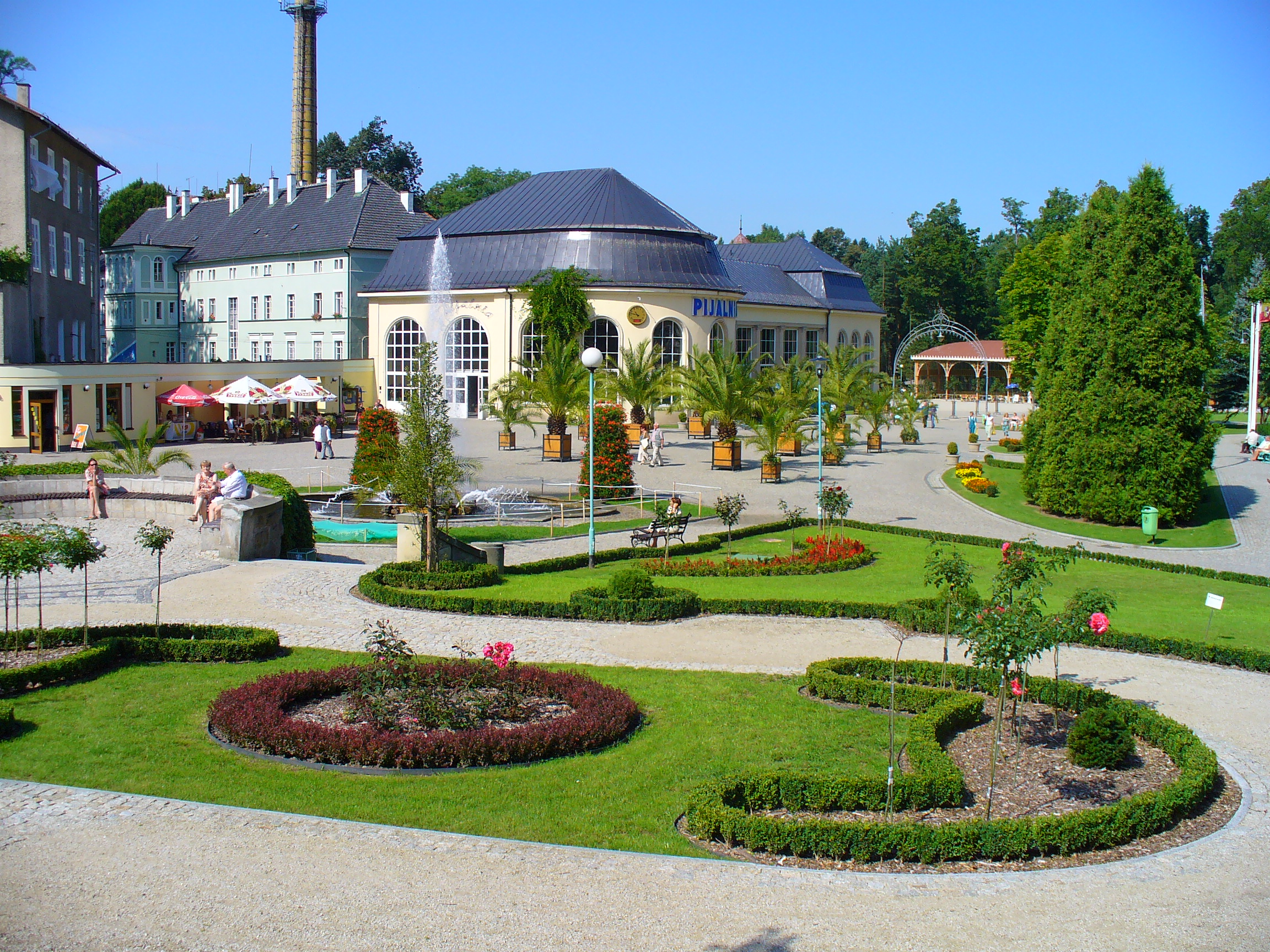
Курортный парк
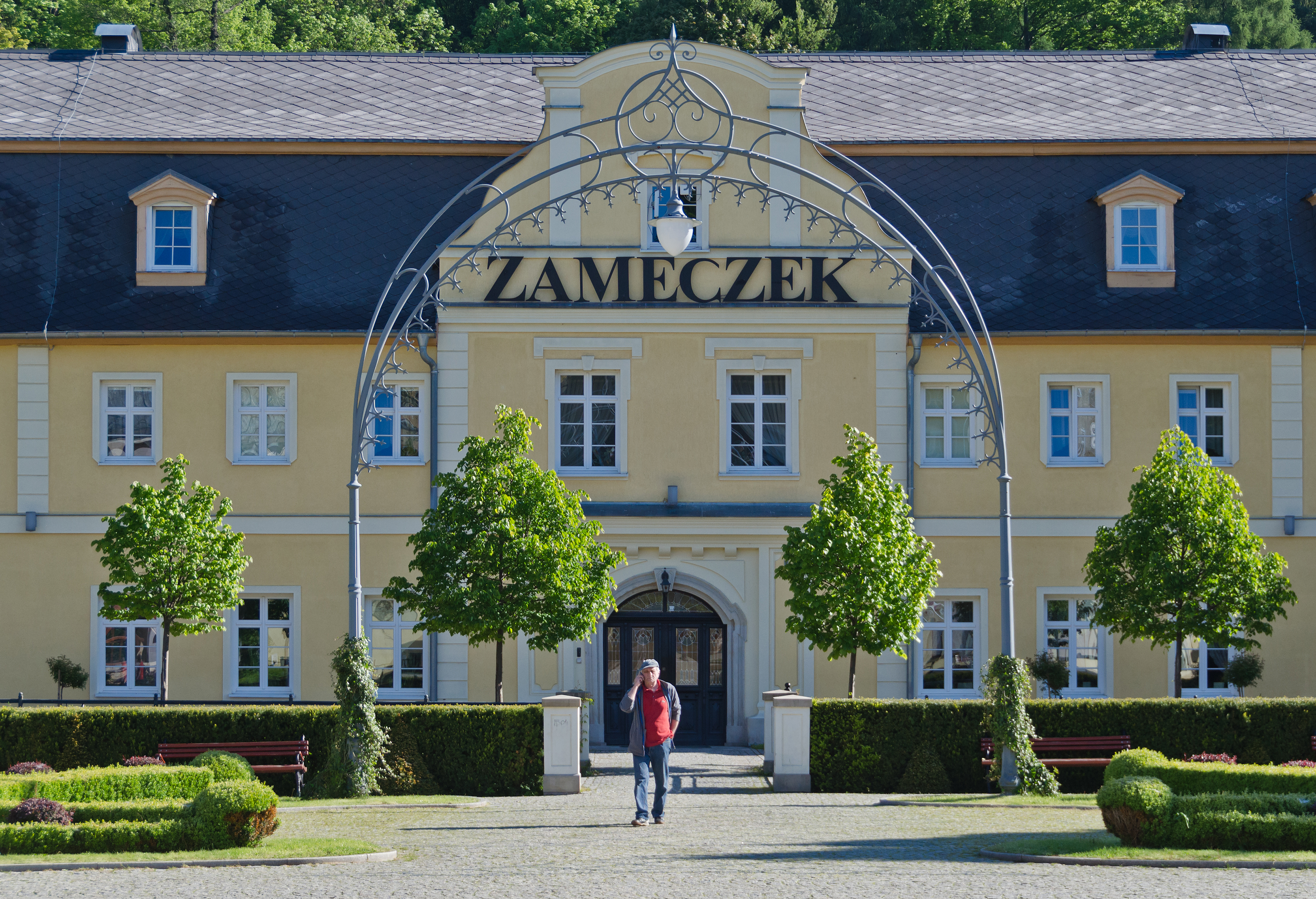
Замок
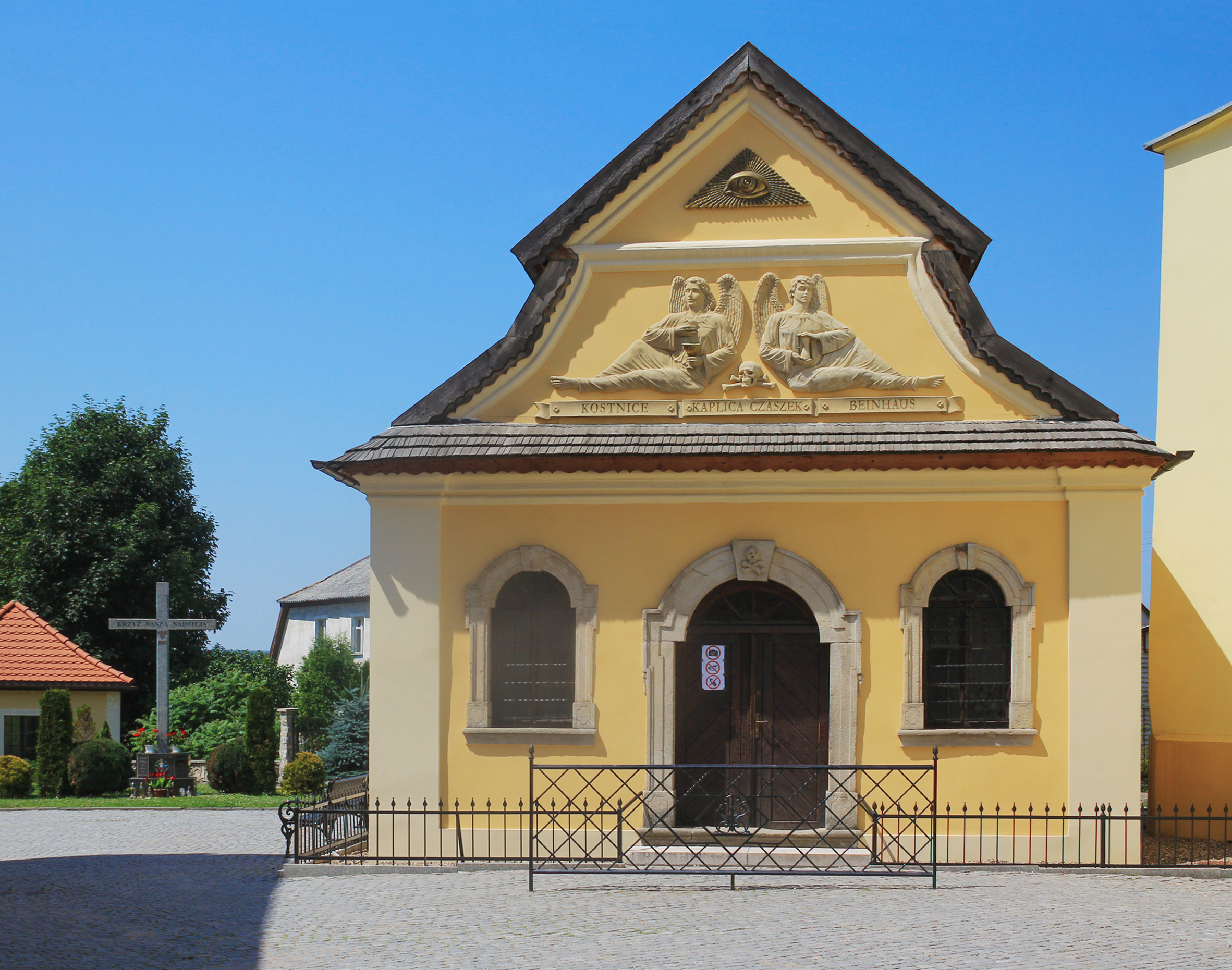
Часовня черепов
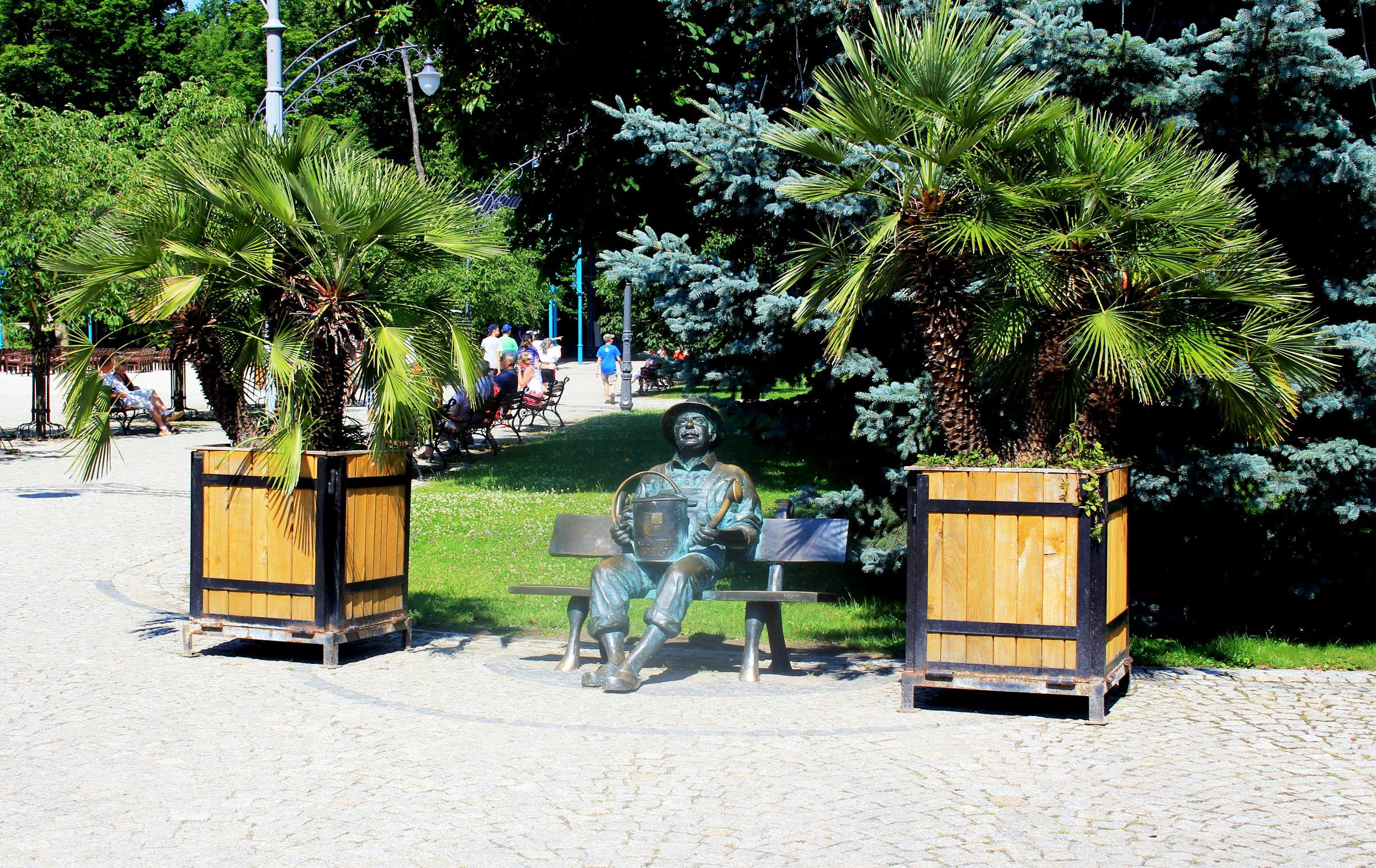
Памятник садовнику
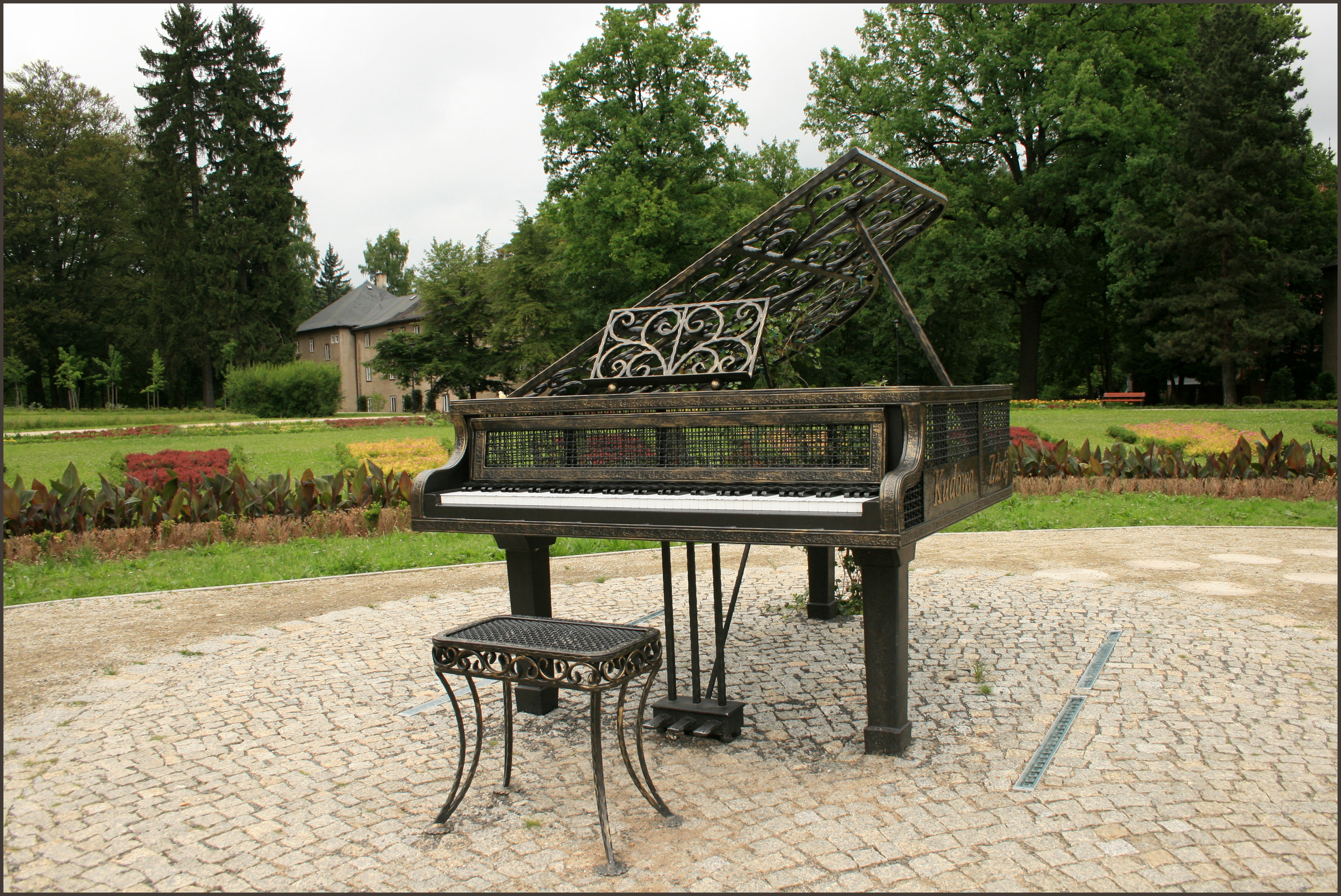
Музыкальный парк
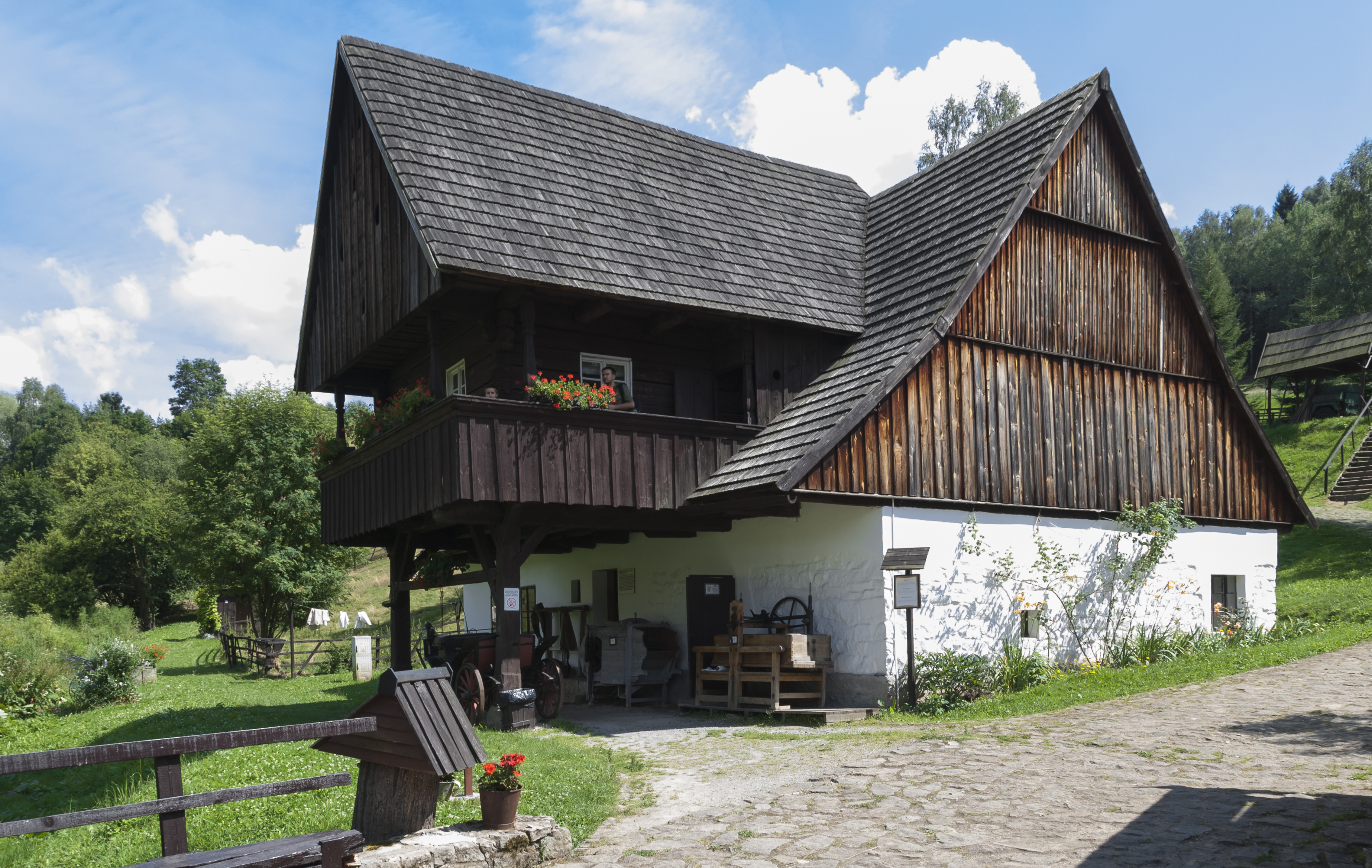
Музей народной культуры
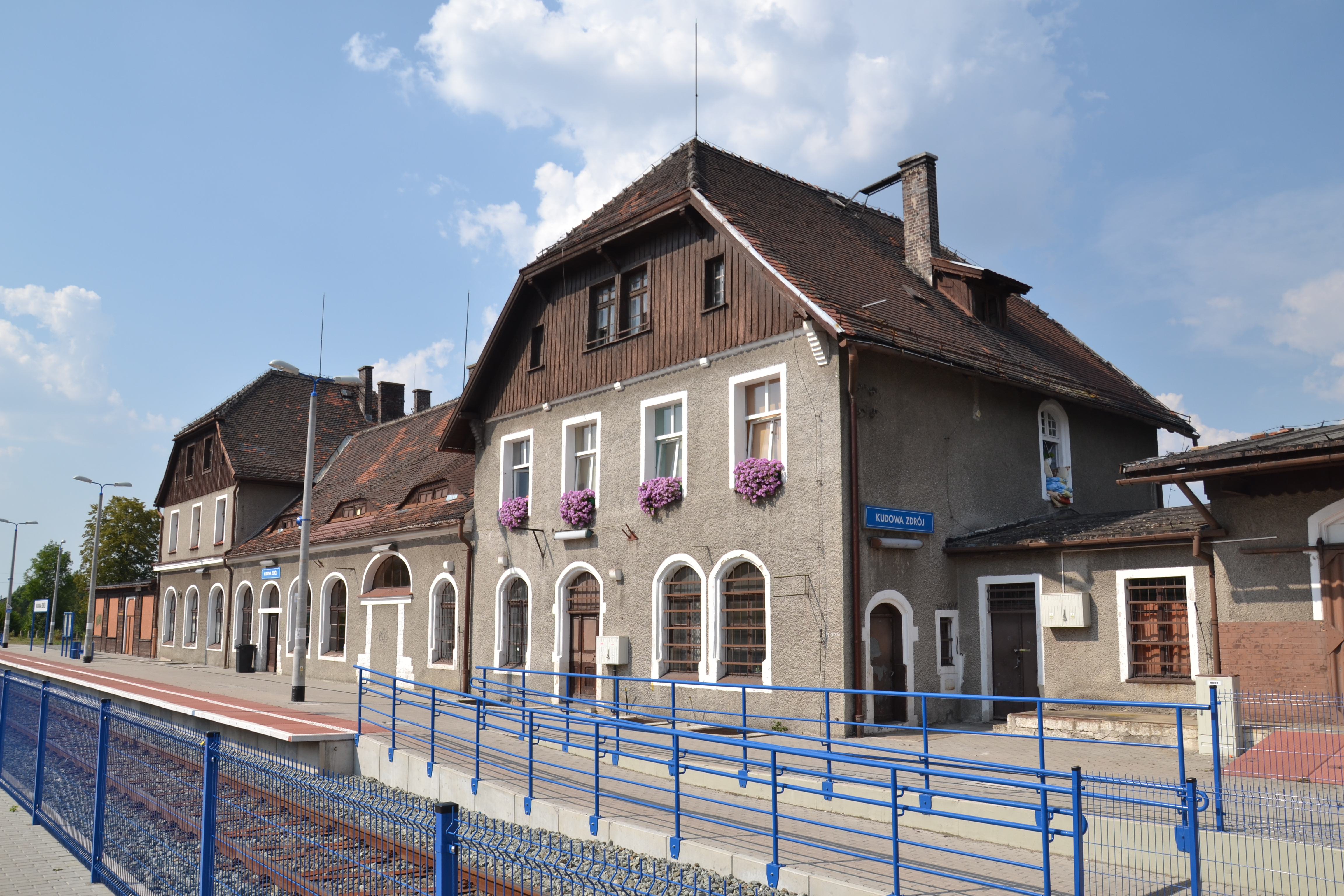
Железнодорожный вокзал

## См. тожe
- Чешский уголок